# Ungvár–Enyicke-vasútvonal
Az Ungvár–Enyicke-vasútvonal vagy Ungvár–Kassa-vasútvonal egy szélesnyomtávú, egyvágányú, villamosított vasútvonal Szlovákia és Ukrajna között, amely a kárpátaljai Ungvárat és a Kassa alatti Enyickét kapcsolja össze. A vonal kifejezetten a kelet-szlovákiai acélművek (U.S. Steel Košice) számára szükséges vasérc szállítására épült.

## Története
A széles nyomtávú vasútvonal a volt Csehszlovákia és a Szovjetunió közötti hosszútávú kölcsönös együttműködés miatt épült, mert a tiszacsernyői terminálok kapacitása nem volt elegendő a szerződés keretében behozott nagy mennyiségű szovjet vasérc számára. Különösen a téli hónapokban merültek fel problémák, mert az átrakodáshoz a vasércet speciális alagutakban ki kellett olvasztani. A kassai Kelet-szlovákiai Vasmű (VSŽ) – ma U. S. Steel Košice – befejezése után a helyzet tarthatatlanná vált. Ezért 1963-ban megkezdődött az Ungvár–Enyicke széles nyomtávú vasútvonal előkészítése és a nyomvonal felkutatása. A vasút építése 1965. november 5-én kezdődött, a próbaüzemre 1966. május 1-én került sor.

## Vasútvonal
Az Ungvár–Enyicke-vasútvonal a kárpátaljai Ungvárnál kezdődik, majd kevesebb mint 8 kilométer múlva belép a Szlovák Köztársaság területére és továbbhalad a határtól 2 kilométerre lévő Mátyócvajkóc (Maťovce) vasútállomása felé. A pálya ezután Tőketerebesig párhuzamosan halad a normálnyomtávú Bánóc–Nagykapos-vasútvonallal, amely a 42,105 kilométerszelvényben csatlakozik a tőketerebesi vasútvonalakhoz. Az egyetlen rövid kivétel a Bánócot délről elkerülő szakasz, ahol a vasútvonal eltérő nyomvonalon halad az 1435 mm-es nyomtávú vonaltól. A vasútvonal Kalsa mellett találkozik a kétvágányú Kassa–Tiszacsernyő-Csap vasútvonallal, majd ezzel párhuzamosan halad a kassától délre fekvő Enyickéig, ahol a szélesnyomtávú vasúti depó és az acélművek is található. A pályát 1978-ban villamosították, a régióban egységesen használt 3 kV egyenáramú vontatási rendszer épült ki.
A vasútvonalon megengedett legnagyobb sebesség: Ungvár-Mátyócvajkóc 50 km/h, Mátyócvajkóc-Enyicke 60 km/h.

### Üzemeltetés
A vasútvonalon kizárólag teherforgalom üzemel, habár előfordul néhány dízelmozdony, amely a vasúti személyzetet szállítja. A vonatokat két darab kétszekciós villamosmozdony vontatja, amelyek a PKP ET40 késői változatához hasonlóak, de a hagyományos ütköző ill. csavarkapocs helyett SA-3 középütközővel rendelkeznek. A két mozdonyra a Tőketerebes és Regeteruszka közötti szakasz miatt van szükség, ahol a vasúti pálya emelkedése 15 ‰. A vonatok tömege 4 200 tonna. Ez a szakasz rendelkezik Európában a legnehezebb felsővezetékkel (2 munkavezeték, 1 szerelvény vezeték és 3 további vezeték).

### Meghosszabbítása
Az ezredforduló után felmerült a vasútvonal meghosszabbítása 420-560 kilométer hosszan az ausztriai Bécsig. Ausztria, Szlovákia, Ukrajna és Oroszország vasúttársaságai alá is írtak egy egyezményt 2010-ben, és egy új vállalatot (Breitspur Planungsgesellschaft) is alapítottak, hogy megtervezze a vasútvonalat. A szlovák miniszterelnök Iveta Radičová azonban 2010 novemberében bejelentette, hogy a kormány nem támogatja a projektet, mivel annak elkészülése esetén veszélybe kerülnének a projekt miatt megszűnő kisdobrai és tiszacsernyői átrakó munkahelyei. Ennek ellenére a projekt a megvalósíthatósági tanulmányi fázisba lépett 2010 decemberében. Az építkezés a tervek szerint 2013-ban kezdődött volna, 2016-os átadással, 6 milliárd € költséggel. A vasútvonal (ha elkészül) fontosnak fog bizonyulni a Nyugat-Európa és Oroszország ill. Kína közötti konténer-transzportok számára.
A projekt megvalósulása azonban 2013-ban sem kezdődött el, mivel azt az Európai Unió nem támogatja, Szlovákia pedig önerőből képtelen finanszírozni. A projekt jövőbeli megvalósulása is erősen kétséges, hiszen a beruházás megtérülése évtizedekig húzódhat, ellentétes az európai - különösen a magyar, szlovák és lengyel - érdekekkel, miközben a tranzitdíjból sem várható jelentős bevétel. Bár a vasútvonal meghosszabbítása hátrányos lenne Magyarország szempontjából, a Nemzeti Fejlesztési Minisztérium (NFM) szerint sem kell ezzel számolni, hiszen a terv észszerűsége vitatható. Záhonyban  már kiépült a kellő infrastruktúra és kihasználatlanok a kapacitások. Ezzel szemben Bécs közelében a kapcsolódó költségek (például a munkadíj, környezetvédelem, telekár) jelentősen magasabb lenne, mint itthon. Budapest ezért a meglévő vasúthálózat fejlesztését, vasúti elkerülő építését, és a záhonyi átrakókörzet fejlesztését javasolja az orosz és kínai befektetőknek.

## Galéria

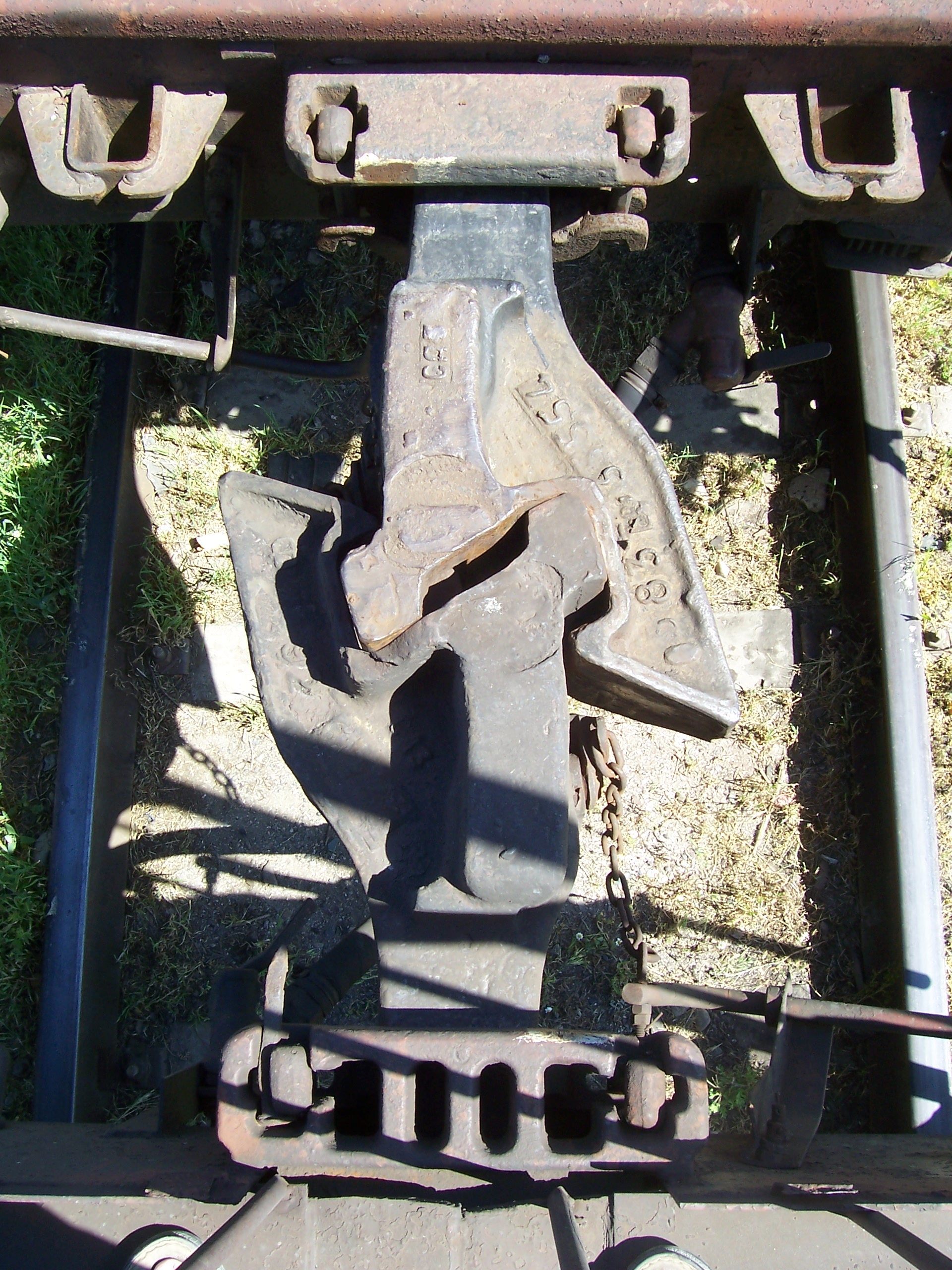
SA-3 vasúti középütköző
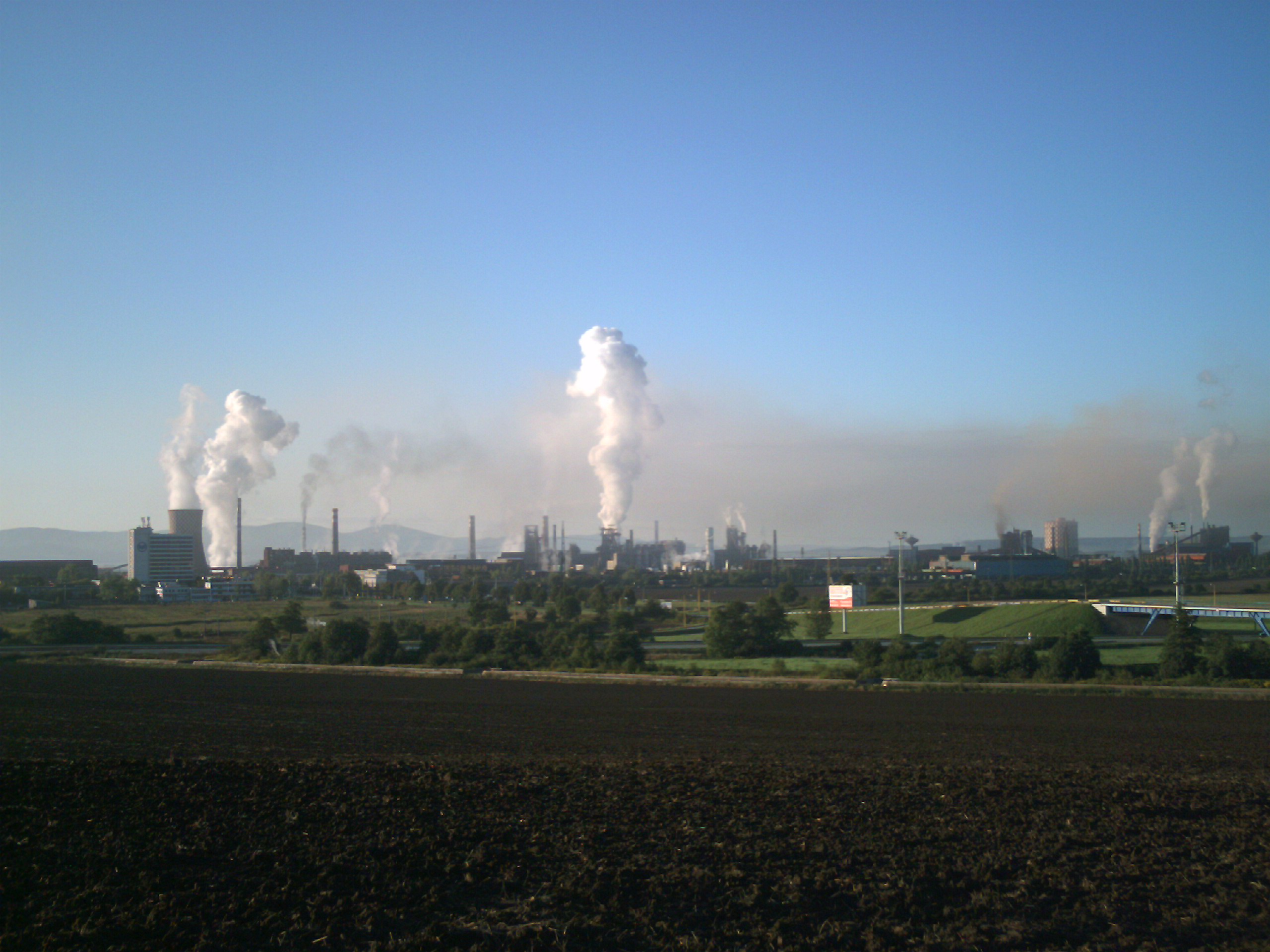
U.S. Steel Košice kassai acélművek
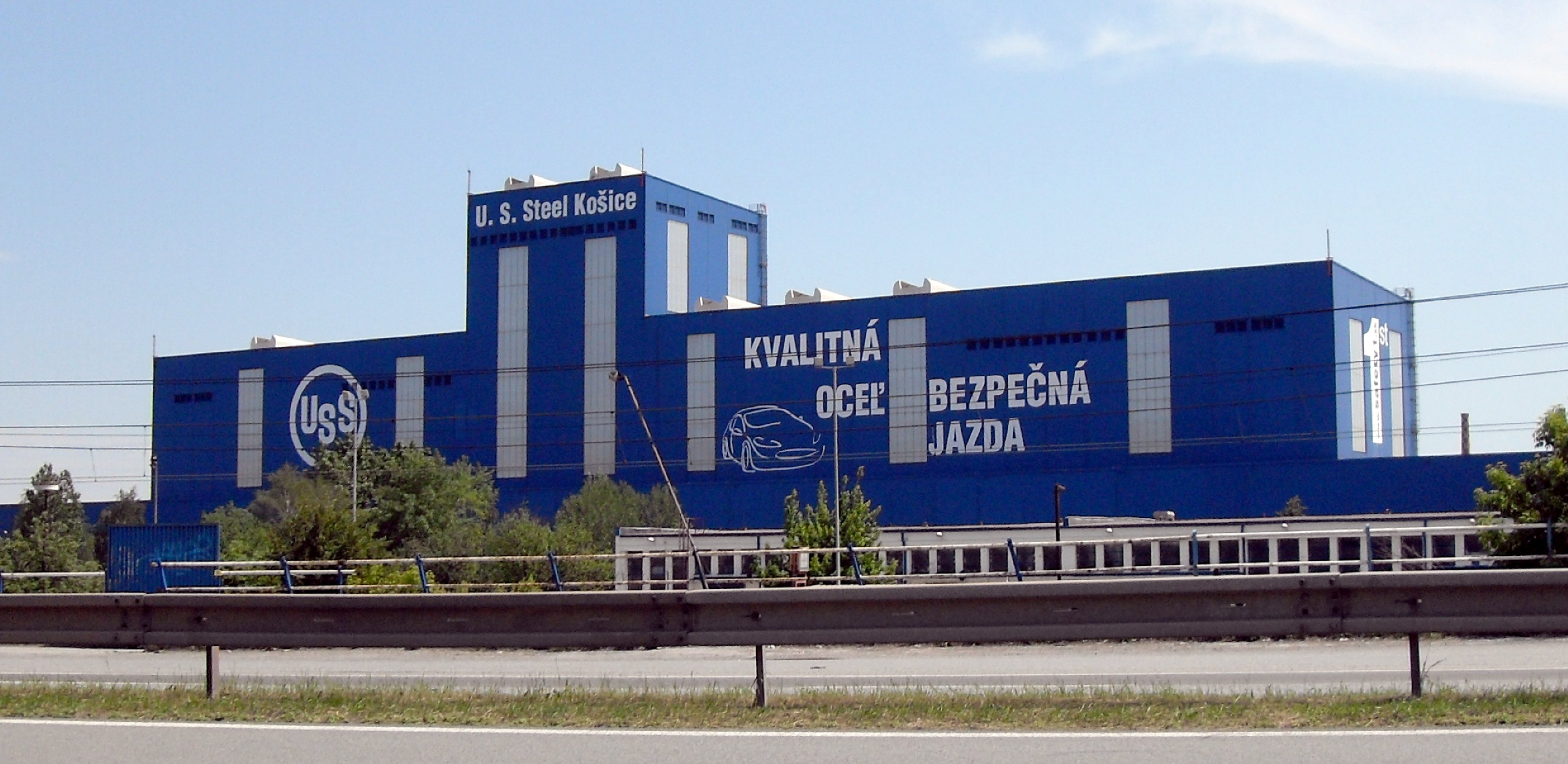
Az acélművek főépülete
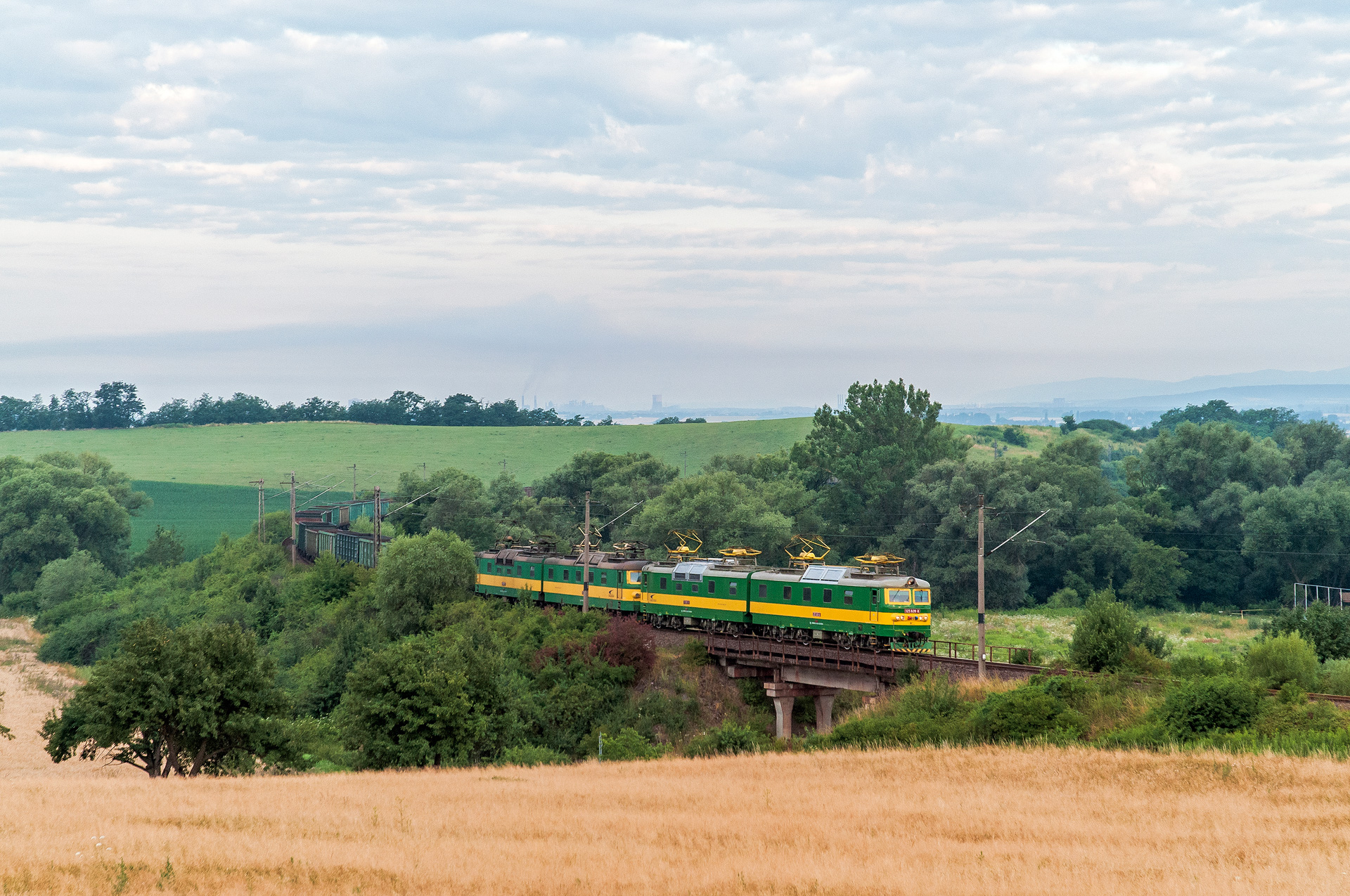
Ércszállító vonat Felsőmislye közelében, háttérben az acélművek
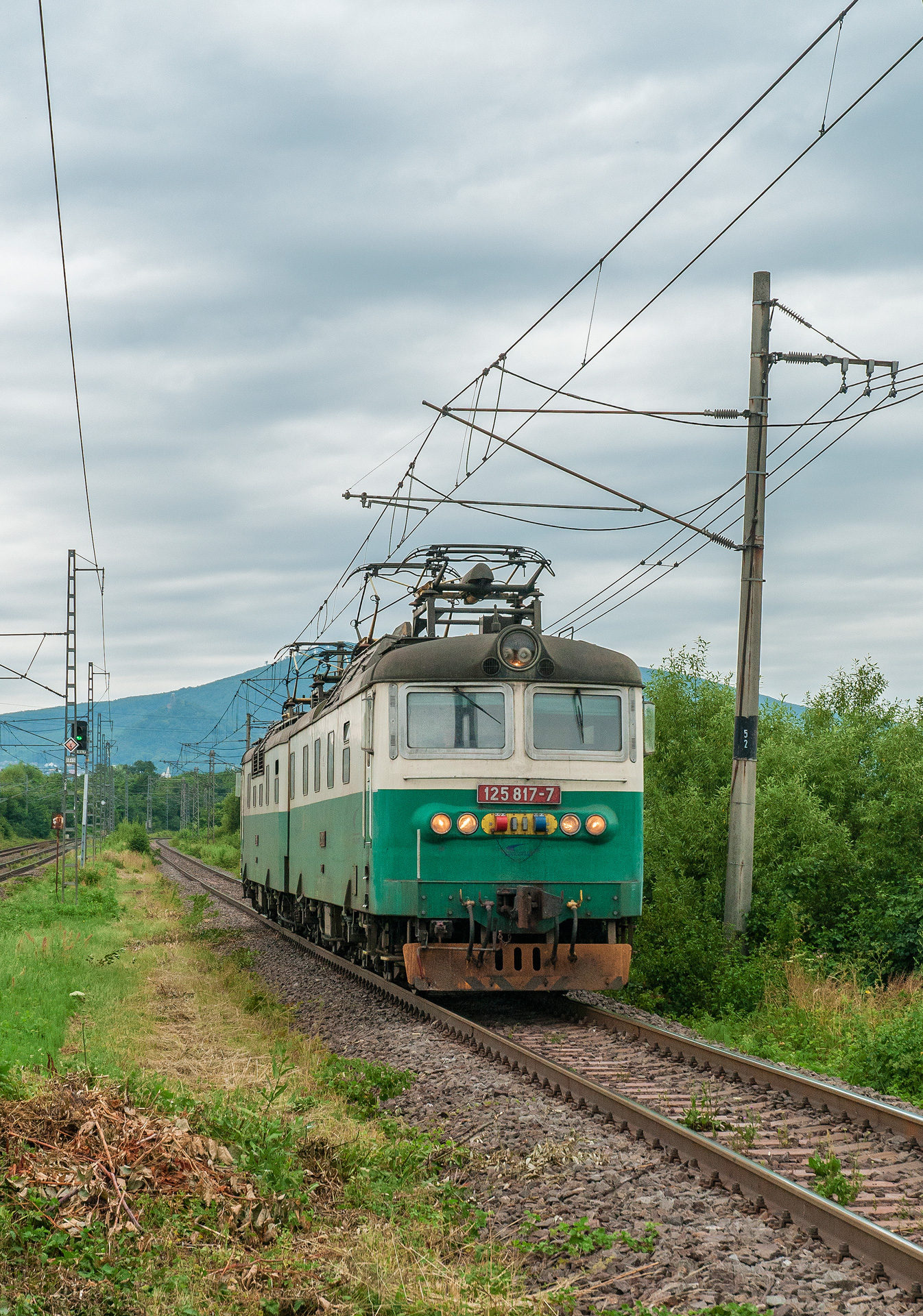
Szélesnyomtávú mozdony Tőketerebes közelében
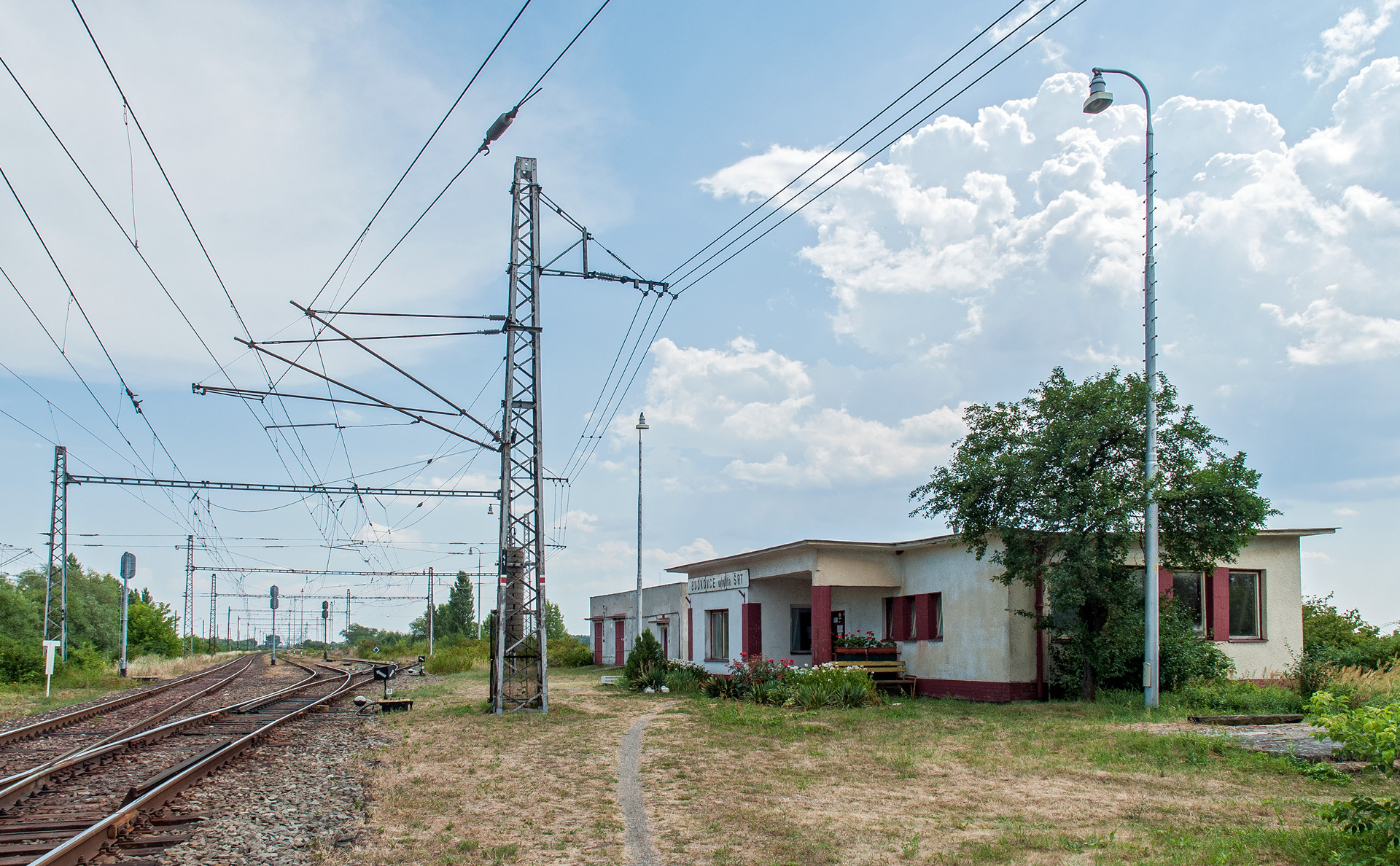
Butka kitérő
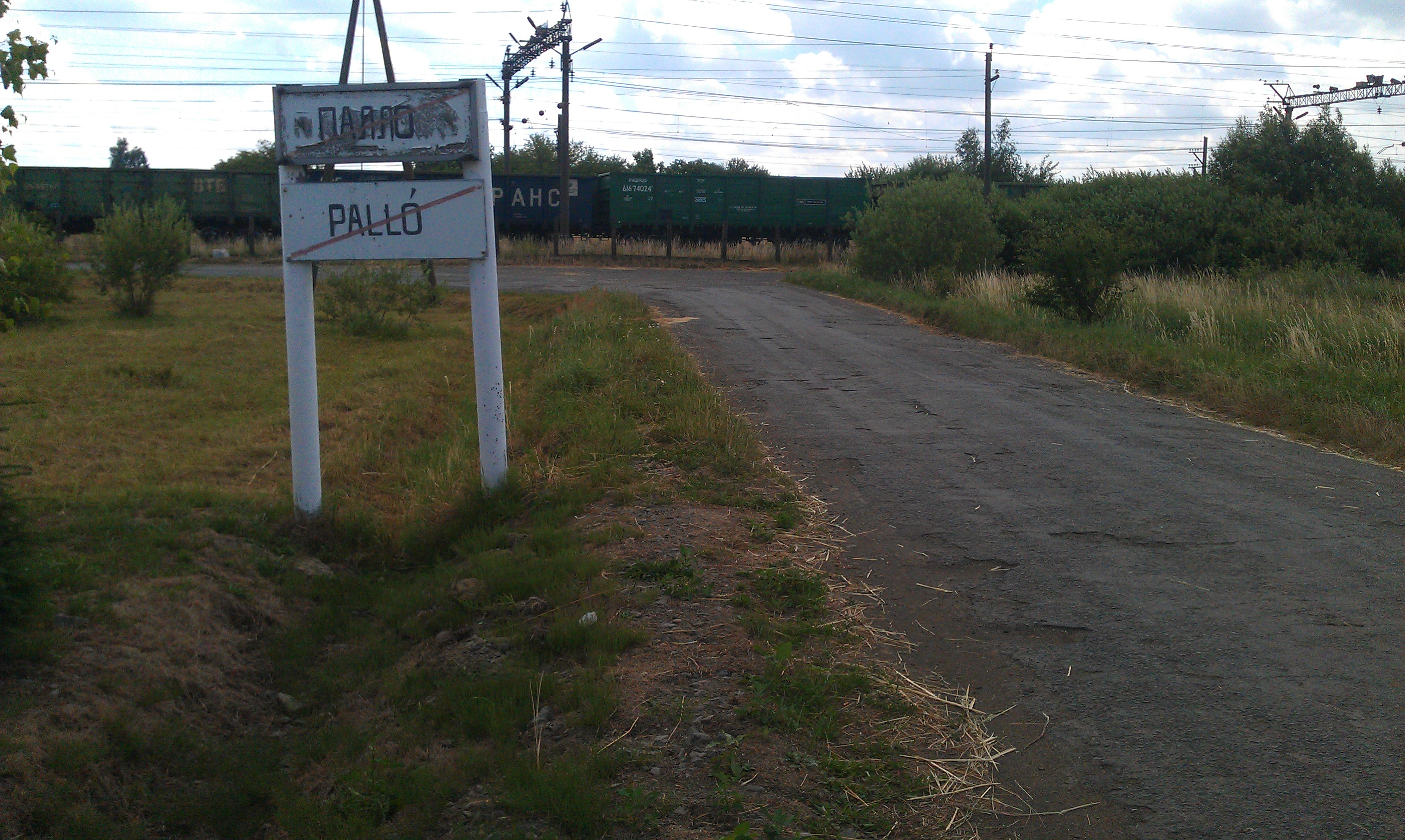
Palló határa, a háttérben egy ércszállító vonat
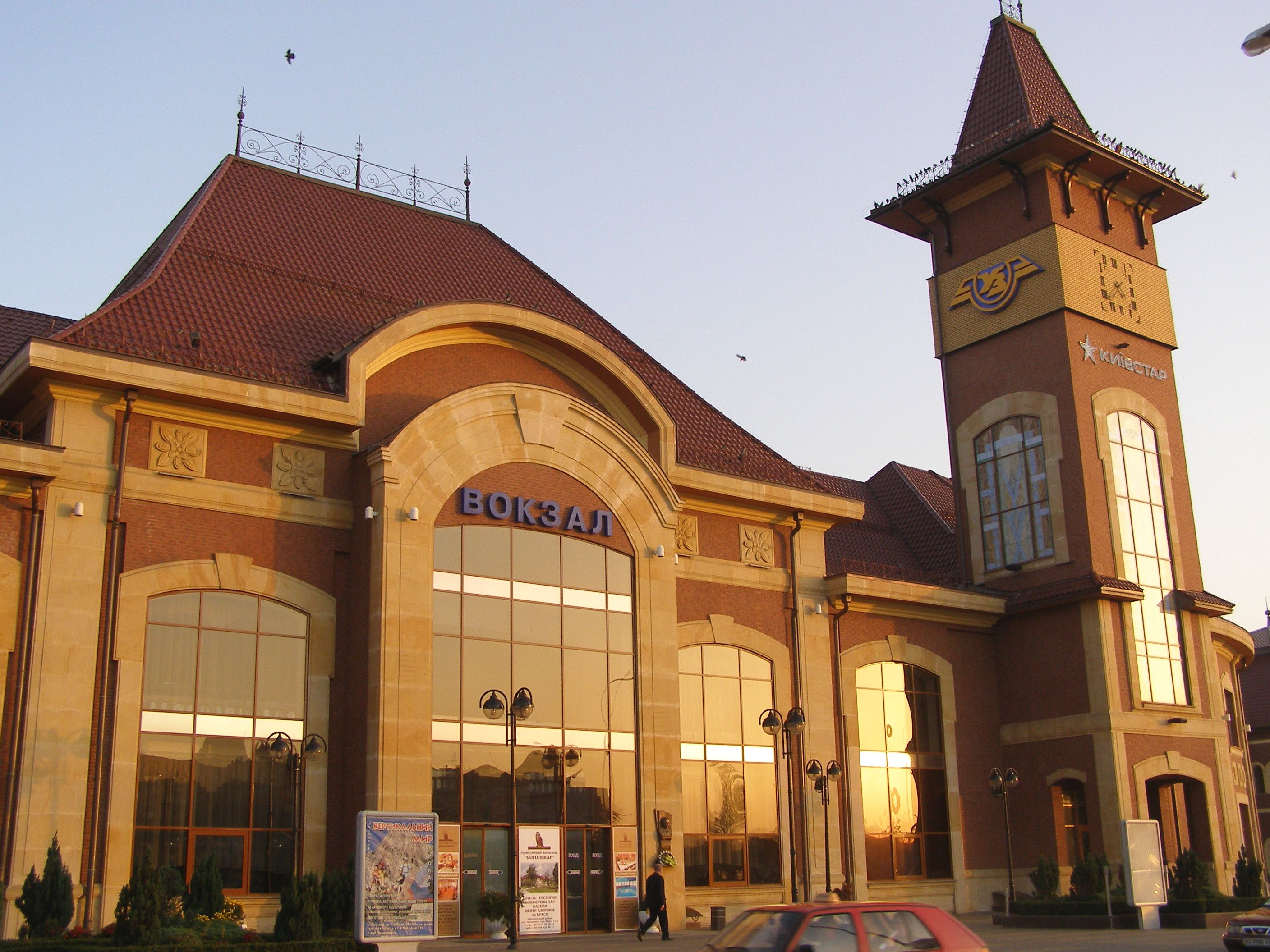
Ungvár vasútállomás

## Fordítás
- Ez a szócikk részben vagy egészben  a(z)   Železničná trať Užhorod – Haniska című szlovák Wikipédia-szócikk fordításán alapul.  Az eredeti cikk szerkesztőit annak laptörténete sorolja fel. Ez a jelzés csupán a megfogalmazás eredetét és a szerzői jogokat jelzi, nem szolgál a cikkben szereplő információk forrásmegjelöléseként.
- Ez a szócikk részben vagy egészben  az   Uzhhorod–Košice broad-gauge track című angol Wikipédia-szócikk fordításán alapul.  Az eredeti cikk szerkesztőit annak laptörténete sorolja fel. Ez a jelzés csupán a megfogalmazás eredetét és a szerzői jogokat jelzi, nem szolgál a cikkben szereplő információk forrásmegjelöléseként.